# Леблон, Мишель
Мишель Леблон (фр. Michel Leblond; 10 мая 1932, Реймс — 17 декабря 2009, Реймс) — французский футболист и тренер. Знаменит тем, что стал первым игроком забившем в самом первом финале Кубка европейских чемпионов в 1956 году. Участник Чемпионата мира 1954 в Швейцарии. Но на нём все 2 матча сборной провёл на скамейке запасных. Легенда футбольного клуба «Реймс».

## Клубная карьера
Футбольную карьеру начал в 1948 году в молодежной команде «Реймса» — одного из самых сильных футбольных коллективов Европы того времени. В клубе отыграл более 10 лет. В 1950 году признавался лучшим молодым футболистом страны, однако главный тренер «Реймса» Альбер Баттё в сезоне 1949/50 годов постепенно подпускал атакующего полузащитника к матчам в Лиге 1. Основным игроком команды Леблон стал только в сезоне 1953/54. В этот период Леблонд успел стать чемпионом и обладателем кубка Франции. В 1952 году выступал за сборную Франции на олимпийском турнире, а в 1954 году получил дебютный вызов в сборную Франции. Вместе с именитыми футболистами (Копа, Фонтен, Марш и Пьянтони) юный Леблон превратился в незаменимого футболиста в тактических построениях своего тренера. Несмотря на то, что Мишель всегда тяготел к полузащите, он надежно играл в обороне и обладал мощным ударом. Вместе с «Реймсом» в 1956 и 1959 годах играл в финале Кубка европейских чемпионов, в первом из которых отличился голом в ворота мадридского «Реала» (3:4).
Начиная с 1958 года, тренер Баттё ставил его левым полузащитником, а Леблон вместе с Арманом Пенверном и Робером Жонке сформировал атакующий тандем топ-уровня. По завершении сезона 1960/61, сыграв 271 матч в Лиге 1, 18 поединков в еврокубках и 4 поединка в национальной сборной, покинул футбольную команду родного города. Вместе с командой еще трижды выигрывал чемпионат и однажды кубок Франции. Затем перешел в «Страсбур», в котором выступал до 1964 года.

## Карьера в сборной
Дебют за национальную сборную Франции состоялся в товарищеском матче против сборной Бельгии (3:3). Был включен в состав на чемпионат мира 1954 года в Швейцарии, но на турнире не сыграл ни одного матча.

## Карьера тренера
После завершения карьеры футболиста начал тренерскую деятельность. Сначала тренировал молодежный состав «Реймса», а в 1975 году в течение нескольких месяцев возглавлял первую команду родного клуба.

## После завершения карьеры
Вместе с игроком «Реймса» Раймоном Копа помог создать французское представительство торговой марки Adidas. В 1964 году присоединился к Жюсту Фонтену в представительстве компании на востоке Франции. Проживал в Реймсе до своей смерти.

## Достижения
- Чемпион Франции: 1953, 1955, 1958, 1960
- Обладатель Кубка Франции: 1958
- Финалист Кубков европейских чемпионов 1956 и 1959 годов.